# Classic rock
Classic rock is een muziekstijl van rockmuziek waarvan de wortels teruggaan naar de jaren 1965 tot 1975. Dit begrip, gecreëerd in januari 1981 door de radiozender WYSP uit Philadelphia, komt voort uit de album-oriented rock, een term die in Nederland en Vlaanderen in onbruik is geraakt. In de jaren 80 maakten veel bands een keuze voor wat betreft de stijl waarmee ze verder gingen. Sommige bands bleven stilistisch in de buurt van het geluid van de jaren ’70, dat is classic rock. Deze rockmuziek bevat nu een grote playlist van liedjes uit de jaren 60, 70, 80 en begin 90. Andere ontwikkelden een richting, waarbij toetsen een belangrijkere rol gingen spelen, dat noemen we nu AOR.
Classic rockmuziek wordt meestal vaker beluisterd door volwassenen dan door tieners. Sommige classic rock-radiostations spelen ook een beperkt aantal pas uitgegeven liedjes, die qua stijl lijken op de muziek die ze draaien.
Het begrip classic rock werd later uitgebreid met hairmetal en progressieve rockmuziek.
Voorbeelden van classicrockbands zijn:
- The Beatles
- The Who
- Jefferson Airplane
- The Doors
- Fleetwood Mac
- Def Leppard
- Santana (Latin rock)
- The Rolling Stones
- Grand Funk Railroad
- The Kinks
- Led Zeppelin
- The Troggs
- Pink Floyd
- Jethro Tull
- Rush
- Eagles
- Golden Earring
- AC/DC
- Van Halen
- ZZ Top
- Deep Purple
- Queen
- KISS
- Guns N' Roses
- U2
- Black Sabbath
- Poison
- Creedence Clearwater Revival
- Jimi Hendrix
- Scorpions
- Status Quo
- Eric Clapton
- Alice Cooper
- Ozzy Osbourne
- Cream
- Nirvana
- Neil Young
- Chuck Berry
- Pearl Jam
- Electric Light Orchestra

Voorbeelden van rockbands, die een stijl ontwikkelden, die we nu AOR noemen:
- Journey
- REO Speedwagon
- Toto
- Bon Jovi
- Europe